# 제3회 G7 정상회의
제3회 G7 정상회의(3rd G7 Summit)는 1977년 5월 7일부터 5월 8일 이틀 동안 영국 런던에서 개최되었다. 회의 장소는 영국 총리실이 있는 다우닝 가 10번이었다. 참가국은 프랑스, 서독, 이탈리아, 일본, 미국, 영국, 캐나다 7개국이었다. 유럽 위원회 의장이 공식적으로 초청받은 첫 G7 정상회의이기도 하다.

## 정상회의 참가국

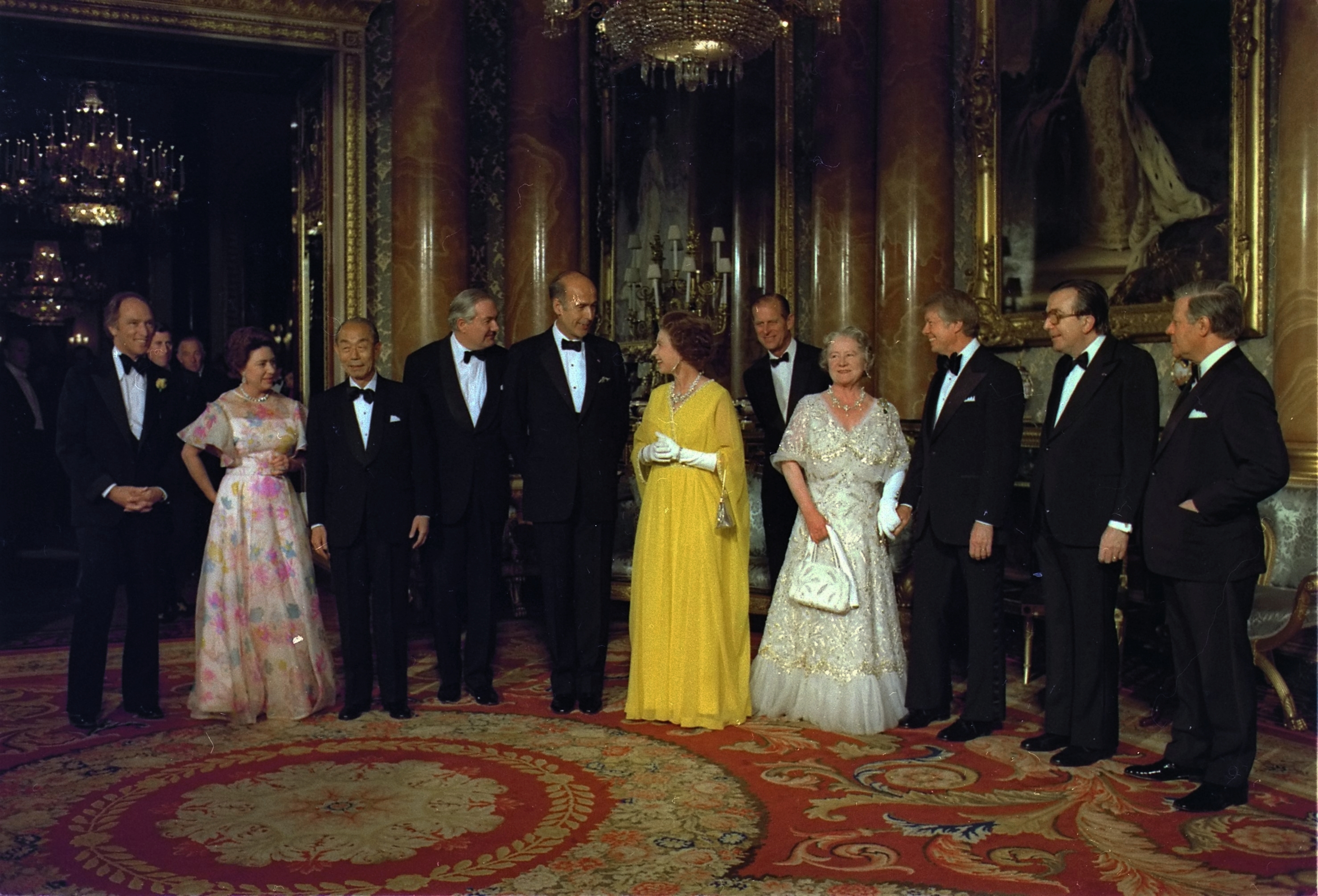
영국 왕실과 G7 참가국 대표들의 사진. 왼쪽부터 피에르 트뤼도(뒤쪽 배경은 웨일스 공 찰스), 스노든 백작부인 마거릿, 후쿠다 다케오, 제임스 캘러헌, 발레리 지스카르 데스탱, 엘리자베스 2세, 에든버러 공작 필립, 엘리자베스 보우스라이언, 지미 카터, 줄리오 안드레오티, 헬무트 슈미트.(1977년 5월 13일 영국 런던 촬영)

이탈리아 총리 줄리오 안드레오티, 일본 내각총리대신 후쿠다 다케오, 미국 대통령 지미 카터가 처음 참여하였다. 아래 표는 제3회 회의에 참가한 국가와 대표의 목록이다.
| 주요 G7 회원국 개최국과 개최국 수장은 굵은 글씨로 표시했다. |             |                        |              |
| 회원국                                                      | 회원국      | 대표                   | 직책         |
| 캐나다                                                      | 캐나다      | 피에르 트뤼도          | 총리         |
| 프랑스                                                      | 프랑스      | 발레리 지스카르 데스탱 | 대통령       |
| 서독                                                        | 서독        | 헬무트 슈미트          | 총리         |
| 이탈리아                                                    | 이탈리아    | 줄리오 안드레오티      | 총리         |
| 일본                                                        | 일본        | 후쿠다 다케오          | 내각총리대신 |
| 영국                                                        | 영국        | 제임스 캘러헌          | 총리         |
| 미국                                                        | 미국        | 지미 카터              | 대통령       |
| 유럽 연합                                                   | 유럽 위원회 | 로이 젱킨스            | 의장         |

## 회의 진행
새로 미국 대통령에 당선된 지미 카터는 5월 5일 영국에 입국, 다음날 6일 내내 뉴캐슬을 방문하여 군중들과 접촉하였는데 이를 당시 보도자료에서는 "영국식이 아닌 미국식 대중인기쇼를 능숙하게 진행했다."라고 평가하였다. 5월 6일 비공식 만찬을 열고 수뇌간 의견교환을 했는데 여기에 프랑스 데스탱 대통령은 유럽위원회 의장이 초대되었다는 것에 대한 항의의 뜻으로 불참하였다. 7일 점심에 7개국 정상이 모여 개막회의를 진행했고 오후에 경제문제에 관해 회의를 가졌다. 2일차인 8일에도 두 번의 회의를 통해 세계무역, 선진-개발도상국 간 대화, 핵확산 문제를 다룬 후 수상관저 옆 연회장에서 공동폐막 기자회견을 가졌다.

## 의제
회의개최 전 3회 회의에서 다룰 의제로 다음 항목들이 보도되었다.
- 석유수출국기구의 도전에 대처하는 공동정책 수립
- 경제협력개발기구 내 회원국들을 돕기 위한 비상신용기금 설치
- 빈곤국이 서방선진국에 지고 있는 빚의 단계적 경감 조치
- 소련 및 동구권 국가에 대한 차관제공
- 세계무역 확대 방안
- 원자재 및 에너지 개발에 관한 남북대화 문제
- 핵물질 및 기술수출 규제문제

## 결과 및 평가
회의 결과 '다우닝가 회의 공동선언문'이 발표되었는데 중요한 내용은 다음과 같다.
1. 참가국들의 경제성장 목표달성 관련한 건
2. 국제수지 적자국을 위해 국제금융기관을 활용
3. 인플레이션 억제
4. 보호무역주의 반대
5. 직업창출을 통해 실업자 구제
6. 지미 카터의 인권정책 지지
7. 개발도상국 적극 지원
8. 제3세계 지원을 위한 코메콘 초청

이외에도 참가국들은 에너지 보존과 대체에너지원 개발에 힘쓰기로 합의했다. 참가국들은 지미 카터의 인권 정책에 관하여 '방법의 차이는 있으나 취지에 동감하며 각국의 사정에 따라 인권정책을 적절하게 처리한다.'라고 합의했다. 개발도상국에 대해 특별지원기금을 지원하자는 유럽공동시장의 제안에 원칙적인 합의를 보았으나 그 액수는 도상국 당사자들이 주장해 온 30억 달러에 못미치는 10억 달러 수준이었다.
3차 회의는 경제적 이슈만을 다루고 친목 성격이 강했던 1, 2차 회의와는 달리 정치적 성격이 강했는데 미국과 프랑스, 서독 사이에 핵무기 확산 문제로 긴장감이 형성되어 있었기 때문이다. 프랑스와 서독은 핵 문제에 관한 미국의 의견에 원론적으로는 동의하나 그 방법에 대해서는 강한 불만을 제기했다. 이들 3국은 핵확산 방지를 위해 특별전문가위원회를 설치하고 2개월 이내에 구체적 건의안을 마련하기로 하였다.
다만 지미 카터를 제외한 나머지 6개국 정상들은 자국 내 입지가 탄탄하지 못하여 각종 현안에 관하여 심도있는 의견을 내세우지 못했다는 평가가 있다.
카터의 인권문제 제기와 동구권 압박에 대하여 G7 유럽 당사자간에 의견이 충돌하였다. 프랑스 대통령 데스탱은 '지미 카터는 인권문제를 언급하여 동구권과의 데탕트 원칙을 위반했다. 카터의 정책은 소련에 대한 내정간섭으로 대놓고 공산권을 붕괴시키겠다는 의도이다.'라고 비난했고 회의 일정 중에도 서둘러 귀국하는 등 공개적으로 불만을 표시했으며 여기에는 서독도 일정부분 의견을 같이했다. 다만 이탈리아 안드레오티 총리는 카터의 주장을 지지한다고 밝혔는데, 이로부터 3회 회의는 선진국 간에 공산권에 대해 단결하지 못하고 분열하는 모습을 보여주었다는 평가가 나왔다.

## 사진첩

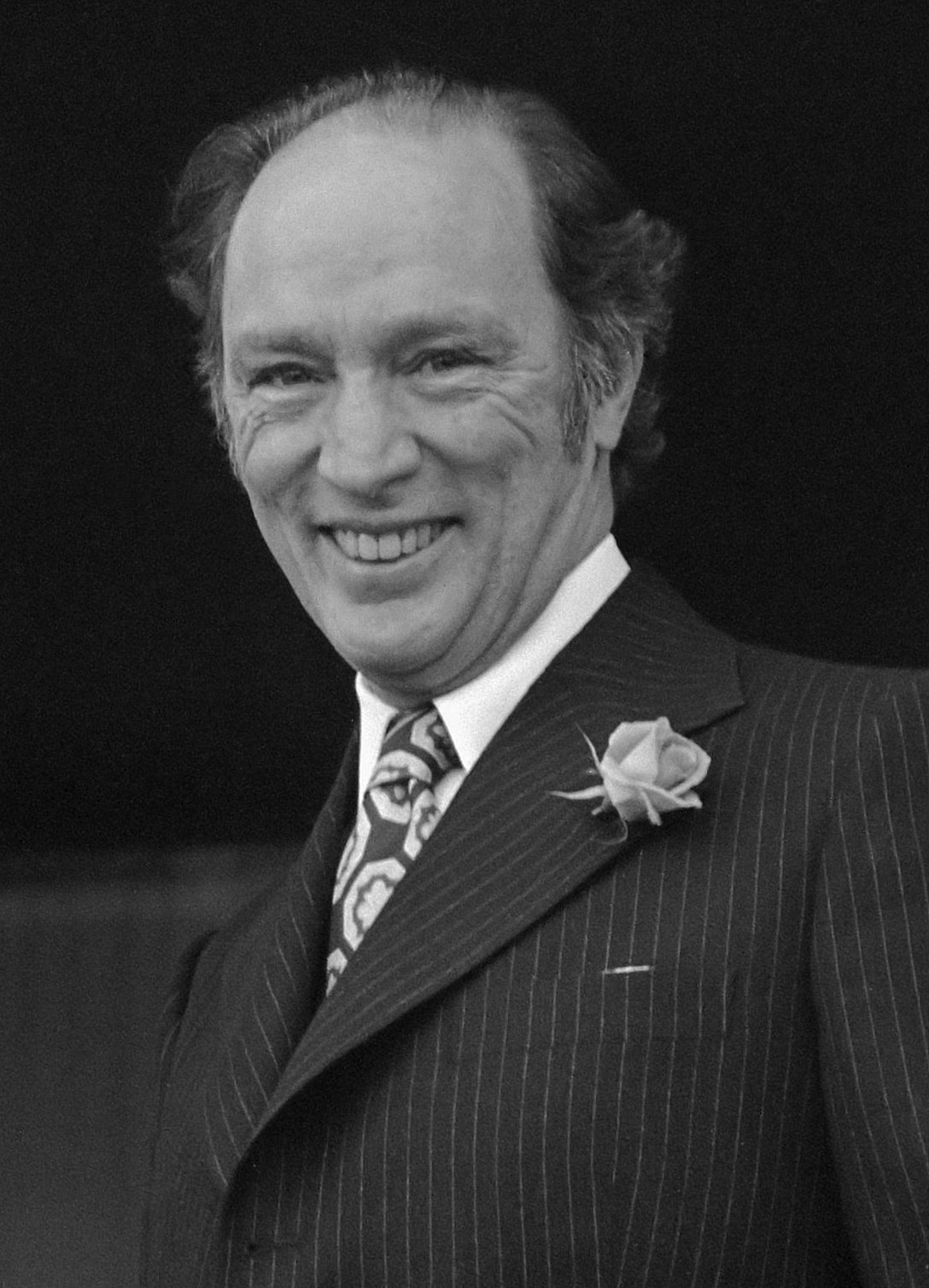
캐나다 피에르 트뤼도, 총리
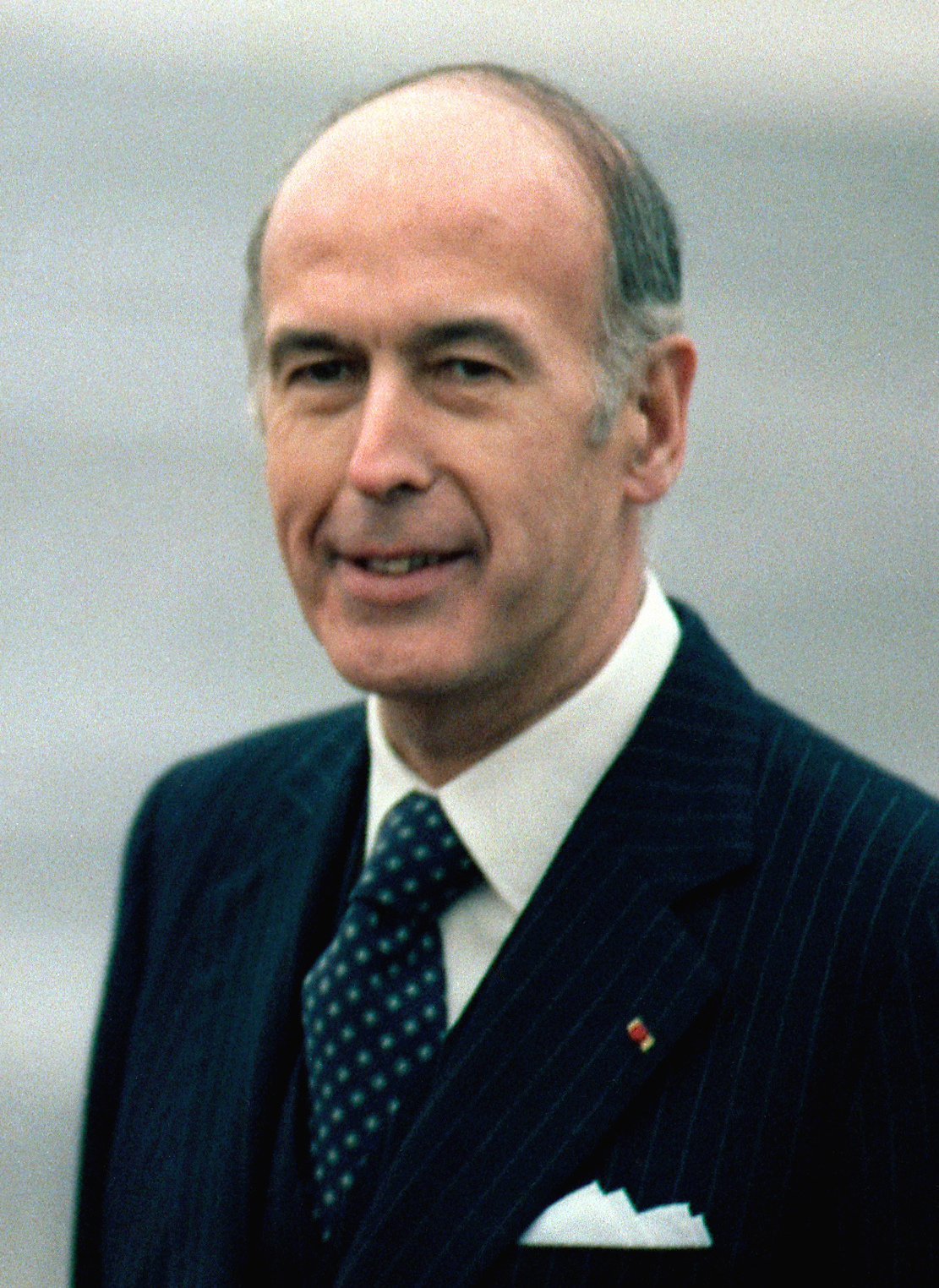
프랑스 발레리 지스카르 데스탱, 대통령
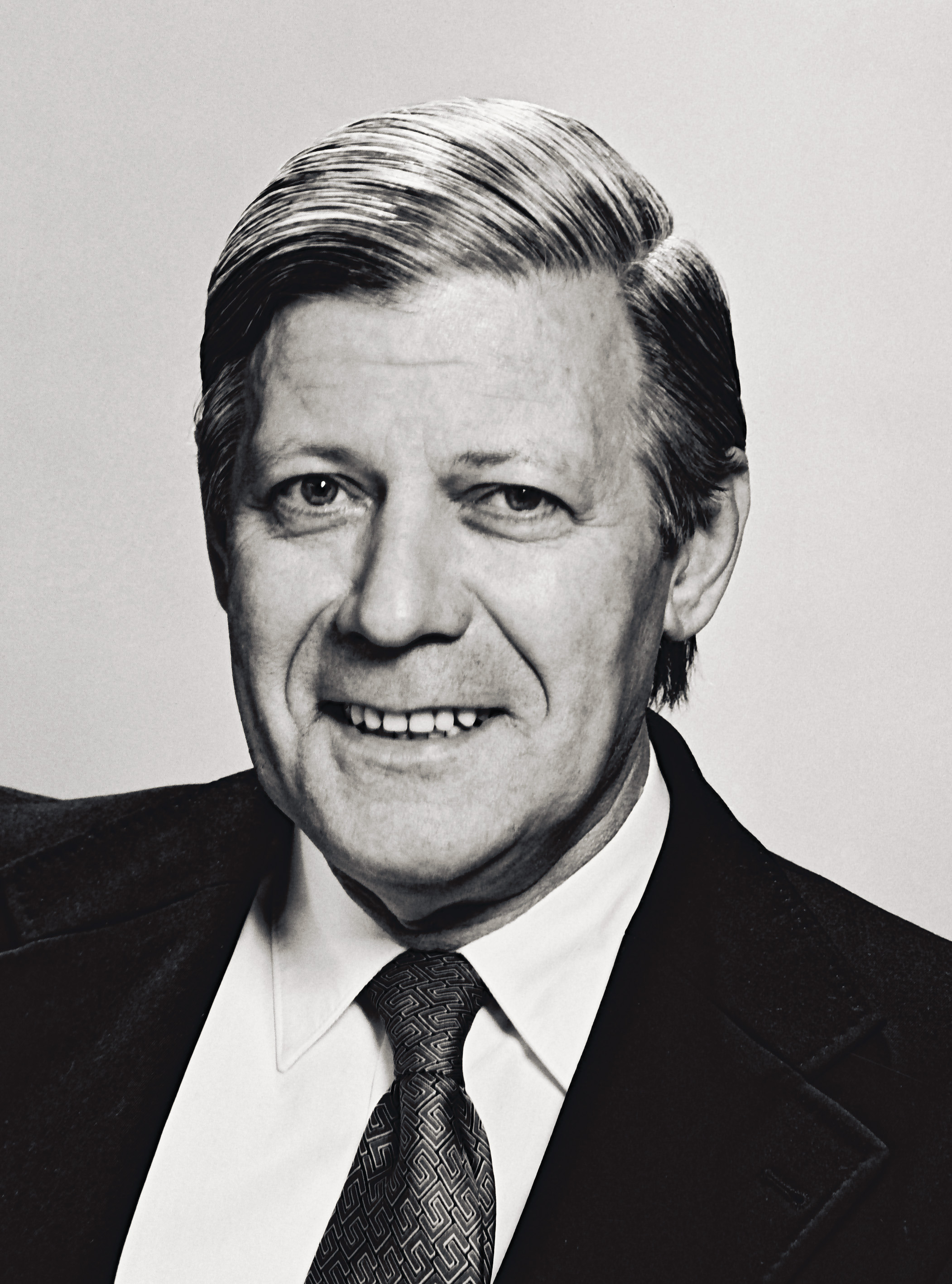
서독 헬무트 슈미트, 총리
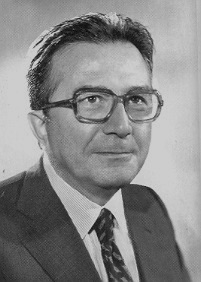
이탈리아 줄리오 안드레오티, 총리
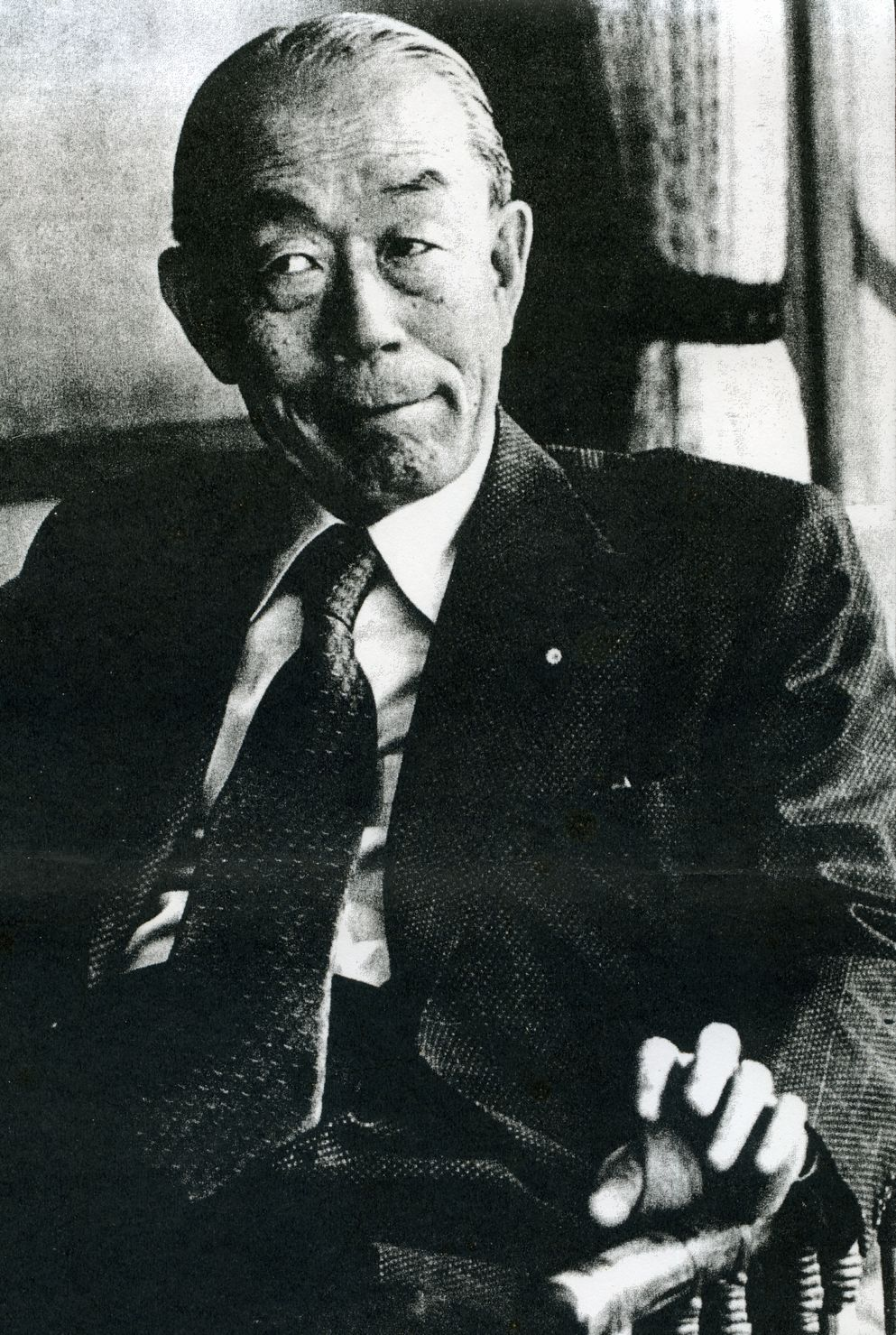
일본 후쿠다 다케오, 내각총리대신
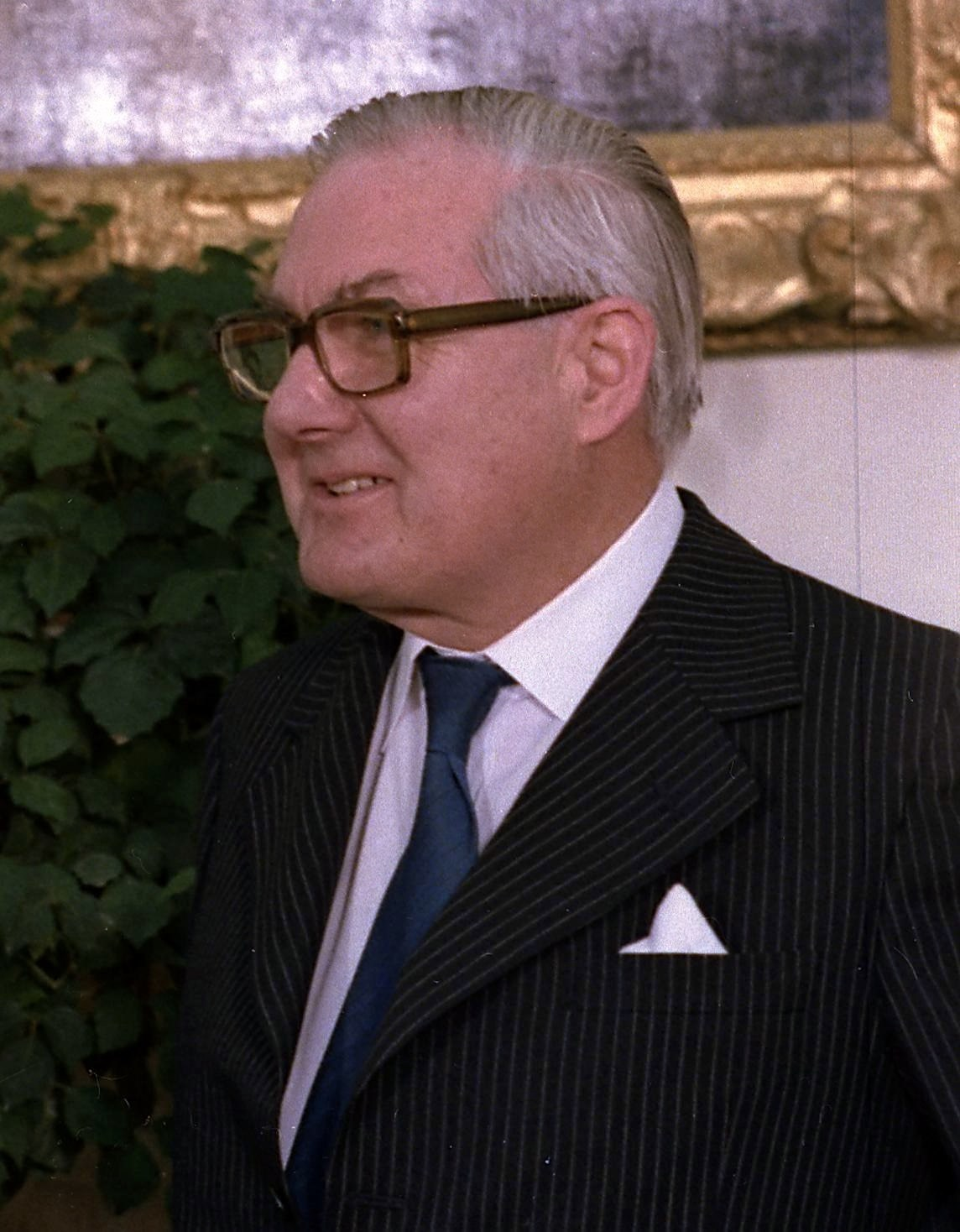
영국 제임스 캘러헌, 총리
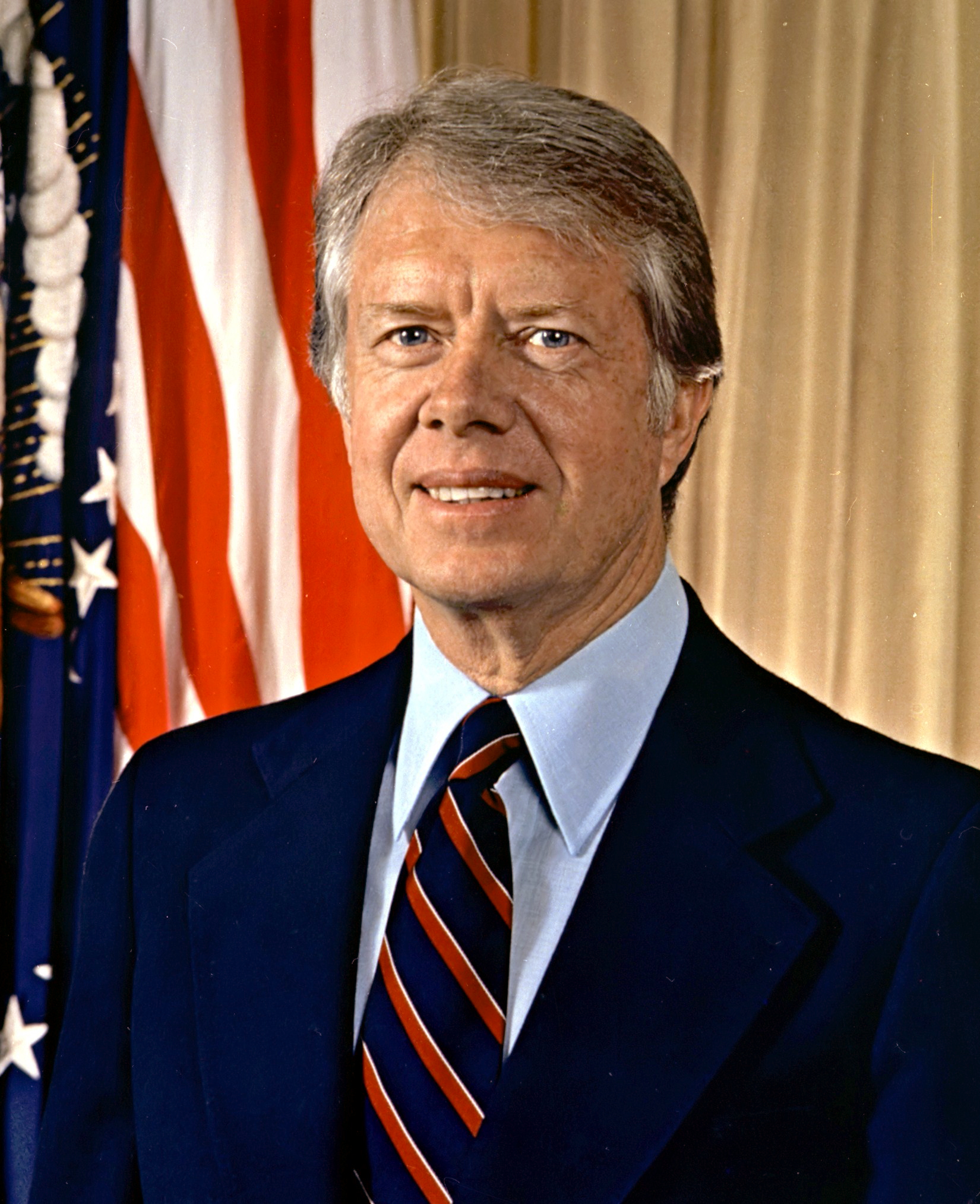
미국 지미 카터, 대통령
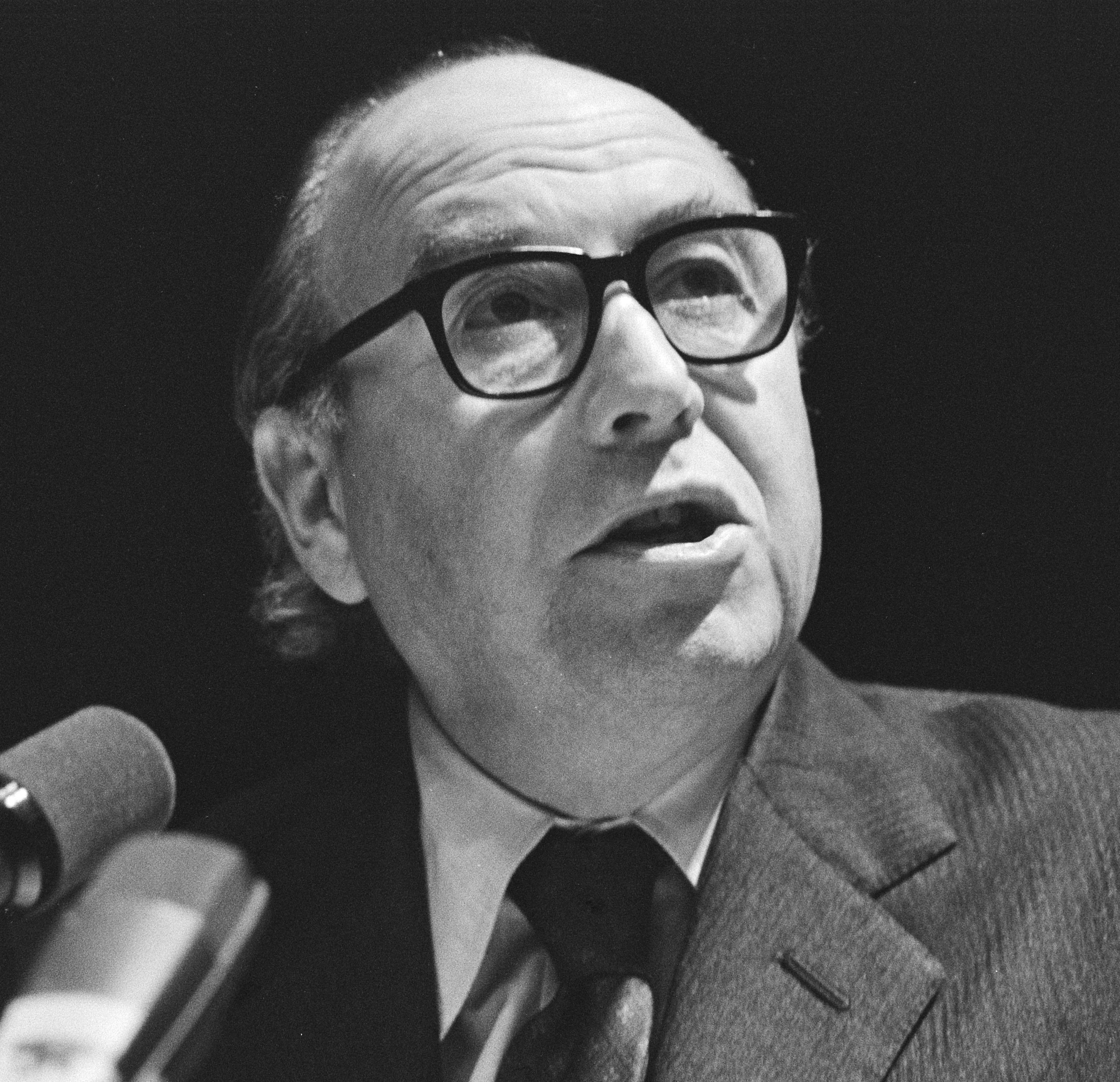
유럽 연합 로이 젱킨스, 의장

## 같이 보기
- G8

## 참고 문헌
- Bayne, Nicholas and Robert D. Putnam. (2000). Hanging in There: The G7 and G8 Summit in Maturity and Renewal. Aldershot, Hampshire, England: Ashgate Publishing. ISBN 978-0-7546-1185-1; OCLC 43186692
- Reinalda, Bob and Bertjan Verbeek. (1998). Autonomous Policy Making by International Organizations. London: Routledge. ISBN 978-0-415-16486-3; ISBN 978-0-203-45085-7; OCLC 39013643